# Ермолино (Ивановский район)
Ермолино или железнодорожной станции Ермолино — деревня в Тимошихском сельском поселении Ивановского района Ивановской области России.
В деревне расположена одноимённая железнодорожная станция Ярославского региона Северной железной дороги.

## История
Населённый пункт возник в 1871 году при строительстве железнодорожной линии «Иваново — Вознесенск — Кинешма» Шуйско-Ивановской железной дороги и был назван по ближайшему селу Ермолино Нерехтского уезда Костромской губернии (в настоящее время — Фурмановский район Ивановской области).
Согласно энциклопедическому словарю Брокгауза и Ефрона в конце XIX века селение относилось к Нерехтскому уезду Костромской губернии. В его окрестностях было много бумагопрядильных и ткацких фабрик.

## Население
| 1905 | 2010 |
| ---- | ---- |
| 20   | ↗474 |